# 奇蹟之海
《奇蹟之海》（奇跡の海）是坂本真綾的第三張單曲。

## 作品簡介
- 持續三個月登上Oricon排行榜，為上榜最長的銷售紀錄。一直以來「奇蹟之海」的銷售數量為她所有單曲中的第一名，直到2008年發表的「Triangler」超過此記錄為止。
- 單曲的兩首歌皆未收錄在原創專輯中，僅收錄於單曲Collection「シングルコレクション+ ハチポチ（日语：シングルコレクション+ ハチポチ）」。

## 收錄曲
（全作詞 - 岩里祐穗 / 作曲・編曲 - 菅野洋子）
1. - 電視動畫『羅德斯島戰記-英雄騎士傳-』的片頭曲。
2. Active Heart
3. （Original Karaoke）
4. Active Heart（オリジナル・カラオケ）（Original Karaoke）

## 關聯項目
- 羅德斯島戰記
- 菅野洋子

## 外部連結
- （日語）單曲官網（页面存档备份，存于）